# The cabs
The cabs 来自日本的数学摇滚乐队。
2011年4月，发行第一张迷你专辑《一番はじめの出来事》  。
2011年12月，发行第二张迷你专辑《回帰する呼吸》  。
2013年1月，发行第一张完整专辑《再生の風景》  。
高桥国光在 2013 年2月上旬失踪。经过讨论，决定解散乐队 。
2025年1月9日，開設X與Instagram帳號，宣布重新開始活動。

## 成员
- 首藤義勝

负责人声和贝斯 。主唱。具有少年感的唱腔。在the cabs解散之前作为KEYTALK的成员也很活跃 。
- 高桥国光

负责吉他和人声（嘶吼唱腔） 。the cabs的作曲作词都由高桥国光制作，创作的歌词以独特的世界观与意识流概念而受到喜欢。the cabs解散后，他以österreich的个人企划身份活跃。
- 中村一太

负责鼓 。他的鼓点暴力且复杂，因此，他有时被称为“轰炸机”。他还以plenty的成员身份活跃（2017年解散）  。